# جيمس ستيوارت (منافس ألعاب قوى)
جيمس ستيوارت (بالإنجليزية: James Stewart)‏ هو منافس ألعاب قوى أمريكي، ولد في 1906 في بارستو في الولايات المتحدة، وتوفي في 20 يناير 1991 في سويتواتر في الولايات المتحدة.

## وصلات خارجية
- جيمس ستيوارت على موقع أوليمبيديا (الإنجليزية)